# Beersel
Beersel – miejscowość i gmina (gemeente) w Belgii, w Regionie Flamandzkim, w prowincji Brabancja Flamandzka, w okręgu Halle-Vilvoorde. 1 stycznia 2024 roku liczyła 26 505 mieszkańców.

## Podział administracyjny
W skład gminy wchodzą cztery dzielnice (deelgemeente):
- Alsemberg
- Dworp (Tourneppe)
- Huizingen
- Lot